# 니드
니드(need) 또는 니즈(needs)는 생명체가 건강한 삶을 사는데 필수적인 것이다. "원츠"(wants, 원하는 것)와는 구별된다. 부족이 발생하게 되면 분명한 부정적인 결과를 도출한다.(기능장애 또는 사망) 즉, 니드는 안전하고 안정적이고 건강한 삶에 필요한 것이다.(예: 공기, 물, 음식, 땅, 대피소) 니즈나 원츠가 구매력의 도움을 받을 때 경제적 수요가 될만한 잠재력이 있다고 할 수 있다.
사람들은 소유물, 존경, 자아 실현의 더 높은 우선순위의 니즈가 유의미하게 되기 전 자신들의 자원 대부분(시간, 에너지, 재정)을 이러한 기초적인 것들의 충족을 시도하는데 소비하는 경향이 있다.

## 같이 보기
- 인간의 조건